# Sarà quel che sarà
Sarà quel che sarà è un singolo di Tiziana Rivale pubblicato nel 1983 da WEA in formato 7", vincitore del XXXIII Festival di Sanremo.

## Il disco
Il brano, è stato scritto da Roberto Ferri e da Maurizio Fabrizio (quest'ultimo già tra gli autori di Storie di tutti i giorni di Riccardo Fogli, vincitrice dell'edizione precedente del Festival di Sanremo), che per l'occasione si firmò "Mushi".

### Il Festival di Sanremo
Tiziana Rivale, debuttante al Festival di Sanremo (manifestazione alla quale si era qualificata, assieme a Giorgia Fiorio e ad Alessio Colombini, tramite il concorso Tre voci per Sanremo, indetto dalla trasmissione televisiva Domenica in), eseguì per la prima volta il brano in occasione della prima serata della manifestazione canora, che si svolse giovedì 3 febbraio 1983, serata durante la quale fu anche la prima dei diciotto interpreti previsti (sui 36 totali che parteciparono al Festival) ad esibirsi.
Inserita nel gruppo "A" (quello delle "Nuove proposte italiane"), dovette sottostare al voto delle giurie per l'ingresso in finale: quella sera, la Rivale ottenne il passaggio del turno assieme a Giorgia Fiorio (Avrò), Riccardo Azzurri (Amare te) e a Marco Armani (È la vita), mentre erano già qualificati di diritto i nove interpreti facenti parte del gruppo "B" ("Big italiani e stranieri").
Nella serata finale, che si svolse sabato 5 febbraio 1983 la Rivale fu la penultima ad esibirsi nel suo gruppo: la cantante eseguì il brano in playback, come la maggioranza dei suoi colleghi (ad eccezione di Fiordaliso, Toto Cutugno, Gianni Morandi, Gianni Nazzaro e Amii Stewart).
Il regolamento prevedeva che tre brani per gruppo passassero al girone finale: Sarà quel che sarà fu la canzone più votata in assoluto con 3 208 punti ed ottenne la qualificazione assieme a Volevo dirti di Donatella Milani (3 002 punti), Oramai di Fiordaliso (2 650 punti), per il gruppo "A", e a Vacanze romane dei Matia Bazar (2 894 punti), a L'italiano di Toto Cutugno (2 869 punti) e a Margherita non lo sa di Dori Ghezzi (2 780 punti).
Sarà quel che sarà risultò la canzone più votata anche nella tornata finale, totalizzando 2 981 punti ed ottenendo la vittoria, in un podio tutto al femminile, davanti a Volevo dirti di Donatella Milani (seconda con 2 947 punti), a Margherita non lo sa di Dori Ghezzi (terza con 2 912 punti), Vacanze romane dei Matia Bazar (2 831 punti), L'italiano di Toto Cutugno (2 659 punti) e ad Oramai di Fiordaliso (2 574 punti).
L'esito della kermesse che, oltre alla Rivale, aveva premiato anche un'altra debuttante, ovvero Donatella Milani, non mancò di suscitare polemiche. In ogni caso, l'autore del brano vincitore, Maurizio Fabrizio, che fu - come detto - anche tra gli autori di Storie di tutti i giorni di Riccardo Fogli, che vinse il Festival di Sanremo dell'anno precedente, poté festeggiare una "doppietta" riuscita in precedenza solo a Domenico Modugno.

### Dopo il Festival
Il successo al Festival di Sanremo fu un evento inaspettato, non solo per gli addetti ai lavori (solamente il quotidiano Il Giorno aveva azzeccato il pronostico), ma anche per la stessa casa discografica che aveva prodotto la Rivale, ovvero la Wea, tanto che del singolo erano state pubblicate appena 3 000 copie e la stessa cantante non aveva ancora un album discografico pronto per l'uscita sul mercato.
Per quanto riguarda i risultati di vendite, Sarà quel che sarà raggiunse il 5º posto delle classifiche italiane e risultò il 42° singolo più venduto del 1983.

### Polemiche
Il brano fu oggetto di accuse di plagio per la somiglianza con Up Where We Belong, la canzone composta da Jack Nitzsche, Buffy Sainte-Marie e Will Jennings e cantata da Joe Cocker e Jennifer Warnes, per la colonna sonora del film del 1982 Ufficiale e gentiluomo.

### Testo
Il testo parla di una grande storia d'amore, che può aiutare a superare qualsiasi difficoltà, persino le più terribili catastrofi naturali. Si tratta di un amore da vivere alla giornata: non si sa se potrà resistere al trascorrere del tempo, ma al futuro non ci si pensa e... - come dice il titolo - sarà quel che sarà.

## Tracce
1. Sarà quel che sarà – 3:20 (R. Ferri - M. Fabrizio aka "Mushi")
2. Serenade – 2:41 (C. Gizzi - T. Rivale)